# Hydrillodes porphyrodes
Hydrillodes porphyrodes är en fjärilsart som beskrevs av Louis Beethoven Prout. Hydrillodes porphyrodes ingår i släktet Hydrillodes och familjen nattflyn. Inga underarter finns listade i Catalogue of Life.